# Sákovics József
Sákovics József (Budapest, 1927. július 26. – Budapest, 2009. január 2.) világbajnok, olimpiai ezüstérmes magyar tőr- és párbajtőrvívó, edző. Felesége Dömölky Lídia olimpiai és világbajnok tőrvívónő.

## Sportpályafutása
Sákovics a Csepel, a Budapesti Lokomotív, majd 1954-től a Budapest Honvéd, 1957-től 1964-ig a Budapesti Vörös Meteor (MTK) versenyzője volt.
Párbajtőrvívásban 1949-ben egyéni magyar bajnok, majd 1950-ben tőrvívásban szerezte meg ugyanezt a címet. 1951 és 1962 között 75 alkalommal volt tagja a válogatottnak. Az 1951-es stockholmi világbajnokságon hetedik helyezést ért el párbajtőr egyéniben. 1952-ben a helsinki olimpián a tőrcsapattal harmadik, párbajtőr egyéniben és csapatban egyaránt középdöntős volt. 1953-ban a brüsszeli világbajnokságon párbajtőr egyéniben első helyezést ért el, a tőrcsapattal ismét bronzérmet szerzett. Az 1955-ös római világbajnokságon a bronzérmes párbajtőrcsapat tagja volt.
Az 1956-os melbourne-i olimpián a párbajtőrcsapattal ezüst-, a tőrcsapattal bronzérmes lett. 1959-ben Budapesten csapatban párbajtőr-világbajnok lett, egyéniben hetedik helyen szerepelt. Az 1960-as római olimpián párbajtőr egyéniben, tőrvívás és párbajtőrvívás csapatban egyaránt negyedik helyet ért el. 1962-ben a Buenos Aires-i világbajnokságon a tőrcsapattal lett ezüstérmes.

## Edzői működése
Angol–francia szakon végzett az Idegen Nyelvek Főiskoláján, 1965 júniusában pedig a Testnevelési Főiskolán megszerezte a vívó szakoktatói diplomát. 1963-tól 1968-ig szövetségi kapitányként működött, bevezette a sportágban a fizikai felkészülést. Erre az időszakra esik a rendkívüli vívósikereket, négy aranyérmet hozó 1964-es tokiói olimpia. 1970-től a spanyol szövetség edzője volt, 1972-től a Testnevelési Tudományos Kutató Intézet munkatársa lett. 1974-től az Orvosegyetemi Sport Club, majd 1987-től a Budapest Sport Egyesület edzője, eközben 1979–1980-ban újra szövetségi kapitány.
81 éves korában, súlyos betegségben halt meg.

## Díjai, elismerései
- Magyar Köztársasági Sport Érdemérem bronz fokozat (1949)[2]
- A Magyar Népköztársaság kiváló sportolója (1951)[3]
- Magyar Népköztársasági Sport Érdemérem arany fokozat (1953)[4]
- A Magyar Népköztársaság Érdemes Sportolója (1954)[5]
- Mesteredző (1977)